# Shirvanshah
Shirvanshah (en persa: شروانشاه‎), también transcrito Shīrwān Shāh o Sharwān Shāh, fue el título de los señores de Shirván, una región del moderno Azerbaiyán, que la dominaron desde mediados del siglo IX a comienzos del XVI. El título permaneció en la familia de los yazidíes, un linaje originalmente árabe rápidamente iranizado; a los últimos miembros de la dinastía se los conoce como kasránidas o kaqánidas.
La dinastía de Shirvanshah existió, bien como independiente o vasalla, entre 861 y 1538; su fama entre las del mundo islámico se debe al apoyo que prestó a la cultura. Shirván gozó de dos períodos de independencia y fortaleza: el primero en el siglo XII, con los reyes Manuchehr y su hijo Ajsitán I, que construyeron la fortaleza de Bakú, y luego en el siglo XV, bajo la dinastía derbéndida.

## Orígenes
El título de «shirvanshah» parece ser anterior a la emergencia del islam en la península árabe. Ibn Jordadbeh menciona al shirvanshah como uno de los señores que recibieron su título del primer emperador sasánida, Ardacher I. Al-Baladhuri también señala que un Shirvanshah, junto con el vecino el layzanshah, se encontró con los árabes durante la conquista de Persia, y se sometió al jefe árabe Salmán ibn Rab'ia al-Bahili.

## Historia

### Ascenso de los Shirvanshahs
Desde finales del siglo VIII, Shirvan estuvo bajo el dominio de la familia árabe de Yazid ibn Mazyad al-Shaybani (d. 801), que fue nombrado gobernador  de la región por el califa Abasí Harun al-Rashid. Sus descendientes, los Yazididas, gobernarían Shirvan como príncipes independientes hasta el siglo XIV. Por origen, los Yazididas era árabes de la tribu Shayban y pertenecían a la élite militar y política del ejército abasí. En el caos que surgió en el califato Abasí tras la muerte de al-Mutawakkil en 861, el bisnieto de Yazid b. Mazyad Shaybani, Haytham ibn Khalid, se declaró independiente y asumió el antiguo título de Shirvanshah. La dinastía gobernó de manera continuada bien como estado independiente o estado de vasallo hasta la época Safavida.
Uno de los libros importantes en la historia antigua de esta dinastía es el anónimo Taʾrikh Bab al-Abwab ("Historia de Darband"), preservado por el historiador Otomano Münejjim Bashi (Astrónomo Jefe), cuya última referencia a la dinastía es 468/1075. Una traducción de este trabajo a lengua inglesa fue publicado por el orientalista Vladimir Minorsky en 1958. Sabemos por este libro que la historia de los Shirvan Shahs estuvo estrechamente ligado con la de la familia árabe de los Hashimid en Darband (Bab al-Abwab) y los matrimonios cruzados entre ambas familias fueron frecuentes.
Por la época del anónimo Hodud al-Alam (c. 982 AD), los Shirvan Shahs, desde su capital de Yazīdiyya (posteriormente Shamakhi), había absorbido los reinos vecinos al norte del río Kur y así adquirió los títulos adicionales de Layzan Shah y Khursan Shah. También podemos comenzar a percibir la progresiva Persianización de esta familia originalmente árabe. Según la Enciclopedia de Islam: Después del Shah Yazid b. Ahmad (381-418/991-1028), los nombres árabes dan paso a nombres persas como Manūčihr, Ḳubādh, Lejosīdūn, etc., muy probablemente como reflejo de enlaces matrimoniales con familias locales, y posiblemente con las de los antiguos gobernantes en Shābarraān, la anterior capital, y los Yazididas ahora comenzaron a reclamar un nasab (linaje) que se remontaba a los reyes Sasánidas Bahrām Gūr o a Khusraw Anushirwan. Según Vladimir Minorsky, la explicación más probable de la iranización de esta familia árabe podría ser los enlaces matrimoniales con la familia de los anteriores gobernantes de Shabaran. Afirma: La atracción de un pedigrí Sasánida probó ser más fuerte que la recuperación de un linaje Shaybani. El escudo de armas con dos leones podría conmemorar la historia de Bahrām Gur en Shahnama donde Bahrām tuvo que reclamar la corona de entre dos leones para ser reconocido como rey.

### Gobierno selýucida
Los turcos selyúcidas acabaron a mediados del siglo XI con el control abasí invadiendo Shirván desde Asia Central y afianzando su dominio político. Los selyúcidas llevaron con ellos la lengua y las costumbre turcas y se hicieron señores de un vasto imperio que incluía todo Irán y Azerbaiyán hasta finales del siglo XII. Durante el periodo selyúcida, destacó el influyente visir, Nizam al-Mulk, al haber introducido numerosas reformas educativas y burocráticas. Su muerte en 1092 marcó el principio del declive del antaño bien organizado Estado selyúcida, que se deterioró aún más tras la muerte del sultán Ahmad Sanjar en 1153.
A finales del siglo XI y comienzos del XII, el Estado selyúcida comenzó a disgregarse como resultado de las luchas dinásticas por el trono. Aprovechando esta circunstancia, varios gobernadores se sacudieron la autoridad del sultán.

### Dominio georgiano

Expansión del Reino de Georgia bajo David IV.

A comienzos del siglo XII Shirvan atrajo la atención de sus vecinos Georgianos que atacaron su territorio en varias ocasiones. Los Shirvanshahs estaban en posición del poder, cambiando entre Georgia y los estado selyúcidas. En 1112 David IV de Georgia dio a su hija Tamar en matrimonio al hijo del Shirvanshah Afridun I, Manuchihr III. Afridun perdió muchos castillos, incluyendo Qabala con David IV de Georgia en 1117 y 1120. Tras la muerte de Afridun I, que murió en la batalla por Derbent, el trono en Shirvan pasó a su hijo, Manuchir III (1120-1160), muy influenciado por su mujer, la princesa Georgiana Tamar y mantuvo una orientación pro-georgiana. Después de una victoria decisiva en la Batalla de Didgori Manuchir rehusó pagar tributo a los Eldiguzidas. Privado de 40 mil dinares en tributos, el Sultan Mahmud se dirigió a Shirvan a principios de 1123, capturó Shamakhi y tomó al Shah como rehén. 
En junio de 1123 David IV atacó y venció al Sultan otra vez y capturó las ciudades y fortalezas de Shamakhi, Bughurd, Gulustan, Shabran. Manuchehr restauró su poder a la muerte de David en 1125 e inició relaciones amistosas con su cuñado Demetrio. Tras la muerte de su marido, Tamar se encontró envuelta en una lucha de poder entre sus hijos, favoreciendo al más joven, al que apoyó en un intento de unir Shirvan con Georgia con la ayuda de mercenarios Kipchakos. El hijo mayor de Manuchehr, Akhsitan consiguió el poyo de los Eldiguzidas de Azerbaiyán, alcanzando el trono y obligando a Tamar y a su hermano menor a huir a Georgia.
Ahsitan desarrolló una política independiente, estableció relaciones cercanas creadas con los Georgianos, así como con los Eldiguzidas en presencia de Shams al-Din Ildeniz y Jahan Pahlavan. En 1173 Akhsitan I fue en ayuda de su suegro, Jorge III para sofocar la revuelta del Príncipe Demna. El reinado de Akhsitan vio incursiones rusas con 73 barcos  que en 1174 navegaron el Volga y amenazaron las orillas del Kura y de hordas Kipchak que saquearon Derbent y capturaron Shabran ese mismo año. Akhsitan pidió ayuda a sus aliados georgianos que sitiaron Derbent con éxito. Jorge III sometió la ciudad y se la entregó al shah, fortaleciendo la influencia georgiana en la zona. También derrotaron y quemaron la flota de los Rus.
Akhsitan ntentó intervenir en los asuntos domésticos de los Eldiguzidas y se enfrentó a las aspiraciones de Qizil Arslan, pero fue derrotado. En la respuesta a esto, Qizil Arslan invadió Shirvan en 1191, llegó a Derbent y sometió todo Shirvan a su autoridad. Un año más tarde, en 1192, Shamakhi fue destruida por un terremoto terrible, y Akhsitan trasladó la capital de Shirvan a la ciudad de Bakú. A comienzos de los años 90, el gobierno georgiano de Tamar la Grande empezó a interferir en los asuntos de los Eldiguzidas y Shirvanshahs, apoyando a los príncipes locales rivales y reduciendo Shirvan a un estado tributario. El atabeg eldigúzida Abu Bakr intentó detener los avances georgianos, pero fue derrotado por David Soslan en la Batalla de Shamkor y perdió su capital en 1195. A pesar de que Abu Bakr fue capaz de recuperar el trono un año después, los Eldiguzidas fueron apenas capaces de contener los ataques georgianos.

### Invasiones nómadas
Shirvan fue devastado por la invasión Mongola de 1235, de las que no pudo recuperarse totalmente en los siguientes cien años. En los siglos XIII y XIV, Shirvan se convirtió en vasallo de los poderosos imperios Mongol y Timúrida. El Shirvanshah Ibrahim I revivió la fortuna de su país, y gracias a su astucia política consiguió resistir a la conquista Timúrida simplemente pagando un tributo.

### Dominio Safávida

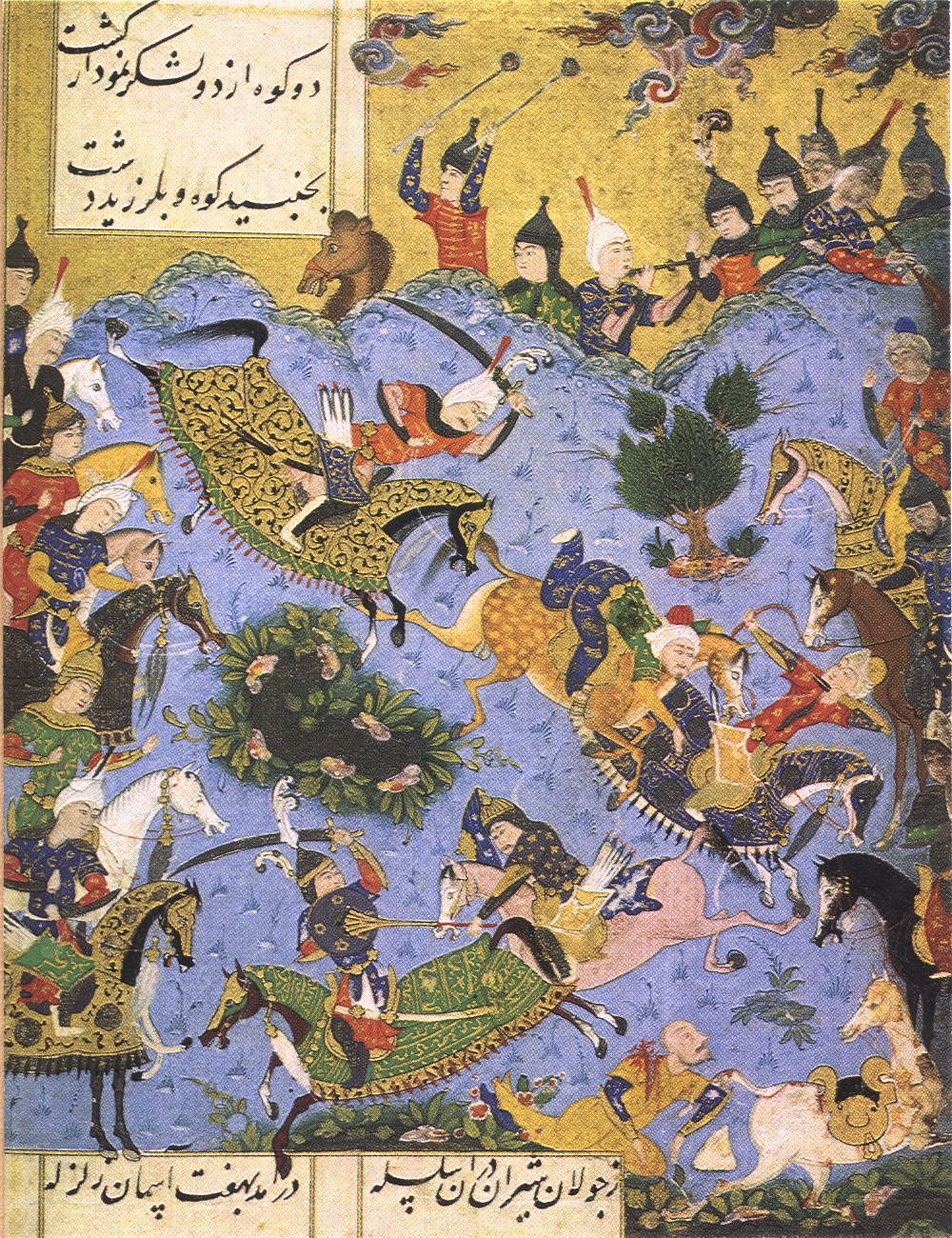
La batalla entre el sah Farruj Yassar de Shirván y el sah Ismail de Persia

Los gobernantes Shirvanshah eran más o menos suníes. En 1462 Sheykh Junayd, jefe safávida, resultó muerto en una batalla contra el sah de Shirván cerca de la ciudad de Xaçmaz– un acontecimiento que los safávidas nunca olvidaron. En 1500-1, con la intención de vengar a sus antepasados muertos, el primer rey Safávida Ismail I invadió Shirván, y, a pesar de su inferioridad numérica, derrotó al sah Farruj Yassar y aniquiló a todo su ejército. Se dirigió entonces a Bakú, que fue saqueado, y el mausoleo de los soberanos de la región profanado e incendiado. La mayoría de la población de Bakú fue obligada a convertirse al chiismo.
El estado vasallo de Shirván consiguió resistir unos años más hasta 1538, cuando el hijo y sucesor de Ismail, Tahmasp I (r. 1524-1576) nombró al primer gobernador safávida y convirtió Shirván en provincia safávida.

## Poesía persa
La dinastía Shirvanshah la dinastía es conocida por su mecenazgo de la poesía persa. Entre los poetas famosos que, bien aparecían por su corte o les dedicaron poemas estuvieron Khaghani y Nizami. Nizami componía poesía persa las obras épicas árabes Lili o Majnoon para Abul-Muzaffar Jalal ad-din Shirvanshah Akhsatan. También envió a su hijo para ser educado con el hijo del Shirvanshah. Khaghani utilizó en su juventud título poético Haqiqi. Después de  dedicarse a la corte de Fakhr ad-din Manuchehr Fereydoon Shirvanshah (también conocido como el Khaghan Akbar), escogió el seudónimo Khaghani y sirvió como poeta de la corte para Akhsatan, hijo de Fakhr ad-din Manuchehr Fereydoon. Otros poetas y escritores que escribieron durante el gobierno de los Shirvanshahs fueron Falaki Shirvani, Aziz Shirvani, Jamal Khalil Shirvani, Bakhtiyar Shirvani y muchos más mencionados en el libro Nozhat al-Majales, una antología compilada por Jamal Khalil Shirvani.

## Arquitectura
El Palacio de los Shirvánshah es el monumento más grande de la arquitectura Shirván-Absheron, situado en la Ciudad Interior de Bakú. El complejo contiene el edificio principal del palacio, Divanhane, las criptas funerarias, la mezquita del sah con un minarete, el mausoleo de Seyid Yahya Bakúvi, un portal al este – la puerta de Murad, una presa y los restos de una casa de baños. Los soberanos de Shirván construyeron muchos castillos defensivos por todo su territorio para repeler las invasiones extranjeras. Desde la ciudad amurallada de Bakú con su Torre de la Doncella (XII) y muchos castillos medievales en Absheron hasta fortalezas inexpugnables por las montañas de Shirván y Shaki, hay muchos grandes ejemplos de arquitectura militar medieval. Los Shirvánshah Khalilullah I y Farrukh Yassar presidieron el periodo más exitoso de la historia de Shirván. El complejo arquitectónico del Palacio de los Shirvanshah en Bakú, que fue también lugar de enterramiento para la dinastía y el halveti sufí de Khanqah fueron construidos durante el reinado de los dos gobernantes, a mediados del siglo XV.

## Casa de Shirvanshah
| Retrato o Abrigo de armas  | Nombre                                                        | De   | Hasta que     | Relación con precedente                                         |
| -------------------------- | ------------------------------------------------------------- | ---- | ------------- | --------------------------------------------------------------- |
|                            | Haytham I                                                     | 861  | ?             | Nombrado por el Califa Al-Mutawakkil como gobernador de Shirvan |
|                            | Muhammad I                                                    | ?    | ?             | Hijo del precedente                                             |
|                            | Haytham II                                                    | ?    | Alrededor 913 | Hijo de precedente                                              |
|                            | Ali I                                                         | 913  | ?             | Hijo del precedente                                             |
|                            | Muhammad II y Shah de Layzan                                  | ?    | 917           | Sobrino de Haytham I                                            |
|                            | Abu Tahir Yazid y Shah de Layzan                              | 917  | 948           | Hijo del precedente                                             |
| Moneda de Muhammad III     | Muhammad III y Shah de Layzan y Shah de Tabarsaran en 917–948 | 948  | 956           | Hijo del precedente                                             |
|                            | Ahmad I y Shah de Layzan en 948–956                           | 956  | 981           | Hijo del precedente                                             |
|                            | Muhammad IV y Shah de Layzan en 956–981                       | 986  | 991           | Hijo del precedente                                             |
|                            | Yazid III                                                     | 991  | 1027          | Hermano del precedente                                          |
|                            | Manuchehr I                                                   | 1027 | 1034          | Hijo del precedente                                             |
|                            | Ali II                                                        | 1034 | 1043          | Hermano del precedente                                          |
|                            | Kubad                                                         | 1043 | 1049          | Hermano del precedente                                          |
|                            | Ali III Bukhtnassar                                           | 1049 | 1050          | Sobrino del precedente                                          |
|                            | Salar                                                         | 1050 | 1063          | Tío del predecesor                                              |
|                            | Fariburz I                                                    | 1063 | 1096          | Hijo del predecesor                                             |
|                            | Manuchehr II                                                  | 1096 | 1106          | Hijo del precedente                                             |
| Obra de arte de Afridun I  | Afridun I el Mártir                                           | 1106 | 1120          | Hermano del precedente                                          |
|                            | Manuchehr III                                                 | 1120 | 1160          | Hijo del precedente                                             |
|                            | Afridun II                                                    | 1160 | 1160          | Hijo del precedente                                             |
|                            | Akhsitan I                                                    | 1160 | 1197          | Hermano del precedente                                          |
|                            | Shahanshah                                                    | 1197 | 1200          | Hermano del precedente                                          |
|                            | Fariburz II                                                   | 1200 | 1204          | Sobrino del precedente                                          |
|                            | Farrukhzad                                                    | 1204 | 1204          | Tío del precedente                                              |
|                            | Gushtasb I                                                    | 1204 | 1225          | Hijo del precedente                                             |
|                            | Fariburz III                                                  | 1225 | 1243          | Hijo del precedente                                             |
|                            | Akhsitan II                                                   | 1243 | 1260          | Hijo del precedente                                             |
|                            | Farrukhzad II                                                 | 1260 | 1282          | Hijo del precedente                                             |
|                            | Akhsitan III                                                  | 1282 | 1294          | Hijo del precedente                                             |
|                            | Keykavus I                                                    | 1294 | 1317          | Hijo del precedente                                             |
|                            | Keykubad I                                                    | 1317 | 1348          | Tío del precedente                                              |
|                            | Kavus I                                                       | 1348 | 1372          | Hijo del precedente                                             |
|                            | Hushang I                                                     | 1372 | 1382          | Hijo del precedente                                             |
|                            | Ibrahim I                                                     | 1382 | 1417          | Primo del precedente                                            |
|                            | Khalilullah I                                                 | 1417 | 1465          | Hijo del precedente                                             |
| Moneda de Farrukh Yassar I | Farrukh Yassar I                                              | 1465 | 1500          | Hijo del precedente                                             |
|                            | Bahram                                                        | 1501 | 1501          | Hijo del precedente                                             |
|                            | Gazi Beg                                                      | 1501 | 1501          | Hermano del precedente                                          |
|                            | Sultan Mahmud                                                 | 1501 | 1502          | Hijo del precedente                                             |
|                            | Ibrahim II Sheykhshah                                         | 1502 | 1524          | Hermano del precedente                                          |
|                            | Khalilullah II                                                | 1524 | 1535          | Hijo del precedente                                             |
|                            | Farrukh Yassar II                                             | 1535 | 1535          | Hermano del precedente                                          |
|                            | Shahrukh De Shirvan                                           | 1535 | 1539          | Hijo del precedente                                             |